# Loretto (Burgenland)
Loretto (ungarisch Lorettom, kroatisch Lovreta) ist eine Marktgemeinde mit 522 Einwohnern (Stand 1. Jänner 2024) im Bezirk Eisenstadt-Umgebung im Burgenland in Österreich.

## Geografie
Die Gemeinde liegt im nördlichen Burgenland auf 218 m Seehöhe am Nordwestfuße des Leithagebirges. Der Ort umfasst eine Fläche von 2,38 km². Loretto ist der einzige Ort in der Gemeinde. Einziger weiterer Ortsteil ist die Wochenendhaussiedlung Esterhazysche Waldrandsiedlung, die sich südöstlich von Loretto den Hang hinauf zieht.
Die Gemeinde ist von der Bundeshauptstadt Wien 38 km entfernt und 13 km von der Landeshauptstadt Eisenstadt.
Nachbargemeinden:
| Leithaprodersdorf |                                             |          |
|                   | Kompassrose, die auf Nachbargemeinden zeigt |          |
|                   |                                             | Stotzing |

## Geschichte
Im Bereich des Klostergartens wurde ein Steinbeil aus der Jungsteinzeit gefunden. In der Ried „Ochsenstand“ wurden Reste einer Siedlung aus der gleichen Zeit entdeckt. Bei diesen Ausgrabungen wurde auch ein Gräberfeld mit 135 Bestattungen aus dem Zeitraum 900 bis 300 vor Christus freigelegt.
Vor Christi Geburt war das Gebiet Teil des keltischen Königreiches Noricum und gehörte zur Umgebung der keltischen Höhensiedlung Burg auf dem Schwarzenbacher Burgberg. Ein hallstattzeitliches Gräberfeld wurde in der Flur „Ochsenstand“ ausgegraben (siehe Gräberfeld Loretto).
Später unter den Römern lag das heutige Loretto dann in der Provinz Pannonia.
Von entscheidender Bedeutung für die Geschichte des Wallfahrtsortes ist die barocke Basilika Maria Loretto im Burgenland. 1644 besuchte Rudolf von Stotzingen, damals Lehensträger von Hornstein, den Ort Loreto in der italienischen Provinz Ancona und ließ kurz darauf eine Nachbildung der Gnadenstatue feierlich in der nahe dem Dorf Stotzing neu erbauten Lorettokapelle aufstellen. Diese war an der Stelle einer verfallenen, gotischen (1431) Johanneskapelle erbaut worden. Heute steht an dieser Stelle ein reliefgeschmückter Pfeiler der Mater dolorosa im ummauerten Vorhof der Basilika.
Die Serviten von Stotzing versahen bis 1648 den Gottesdienst, doch legte Graf Franz Nadasdy, seit 1650 der Patron, 1651 den Grundstein zu einer neuen, großen Kirche samt Kloster. Zugleich mit der Fertigstellung der Kirche 1659 wurde die Lorettokapelle an die heutige Stelle versetzt und später vom zweiten Kreuzgang umschlossen. Als Baumeister der Kirche wird Antonio Riebler angenommen, der 1657 als „derzeit Architekt in Loretto“ genannt wird.

Loretto (Mitte) um 1872 (Aufnahmeblatt der Landesaufnahme)

In Anwesenheit des Kardinals, des ganzen ungarischen Hochadels und 20.000 Gläubigen wurde die Kirche am 2. Juli 1659 feierlich eingeweiht. Um den rechteckigen Platz vor der Wallfahrtskirche, die rasch berühmt wurde, erbaute man das Dorf, auf das Kloster hin ausgerichtet. Der erste Dorfrichter wurde 1651 erwähnt, der erste Markt 1666. An der Ausgestaltung der Kirche arbeitete man noch 1671, im Jahr der Hinrichtung von Franz von Nadasdy.
Als sich das Hauptheer der Türken am 7. Juli 1683 in Bewegung setzte, war die Gnadenstatue nach Burg Forchtenstein gebracht worden. Am 13. Juli wurde Loretto an vier Stellen angezündet, Kirche und Kloster wurden ein Raub der Flammen. Die Wiedereinweihung war am 24. Mai 1707. 1703 bis 1711 war Loretto von den Kuruzzen bedroht, 1713 wütete die Pest. Die Wallfahrten nahmen danach einen großen Aufschwung. 1781 wurde durch Brand fast die Hälfte des Marktes verheert.
Nach der Aufhebung des Klosters 1787 diente es als Militärspital und bis 1860 als Zentralwolldepot der Herrschaft Esterházy. Von 1926 bis 1956 waren die Serviten wieder im Kloster.
In der 1720 vollendeten Basilika Maria Loretto (Titel Basilica minor seit 1997) und der 1659 errichteten Gnadenkapelle des Wallfahrtsortes wird eine Schwarze Madonna verehrt. Das Gnadenbild ist eine Kopie der Schwarzen Madonna des italienischen Marienwallfahrtsortes Loreto, welcher auch namensgebend für den Ort war.
Der Ort gehörte wie das gesamte Burgenland bis 1920/21 zu Ungarn (Deutsch-Westungarn). Seit 1898 musste aufgrund der Magyarisierungspolitik der Regierung in Budapest der ungarische Ortsname Lorettom verwendet werden. Nach Ende des Ersten Weltkriegs wurde Deutsch-Westungarn in den Verträgen von St. Germain und Trianon 1919 Österreich zugesprochen. Der Ort gehört seit 1921 zum neu gegründeten Bundesland Burgenland (siehe auch Geschichte des Burgenlandes).
Loretto war bis Ende 1970 eine eigenständige Gemeinde, ehe es nach Leithaprodersdorf eingemeindet wurde. Bis Ende 1989 war es dann Katastralgemeinde von Leithaprodersdorf, als die Fusion rückgängig gemacht und Loretto wieder eigenständige Gemeinde wurde. Am 1. August 1991 wurde Loretto zur Marktgemeinde erhoben.

### Bevölkerungsentwicklung
Laut Volkszählung im Jahr 2011 zählte die Gemeinde 458 Einwohner und ist damit die an der Bevölkerung gemessen kleinste Marktgemeinde Österreichs.

## Kultur und Sehenswürdigkeiten
- Basilika Maria Loretto im Burgenland: Hauptanziehungsort des Wallfahrtsortes ist für zahlreiche Pilger die barocke Basilika mit dem hohen Dach und den niedrigen Türmen sowie dem angebauten Klosterkomplex. In der Basilika lassen sich alljährlich zahlreiche Paare trauen, die oft von Wien oder anderen Regionen kommen. Vor allem in den Sommermonaten finden an den Wochenenden an manchen Tagen mehrere Trauungen hintereinander statt.
- Die Ortschaft hat einen bemerkenswerten Anger.
- Am Anger befindet sich eine Pestsäule von 1680, die Florianisäule aus der Zeit um 1734 und eine Pietà aus dem 18. Jahrhundert.
- Wanderer machen bei Wanderungen über das Leithagebirge Rast in Loretto. Die Kombination des Angers und der Basilika ist ausschlaggebend dafür, dass jedes Jahr rund 200.000 Besucher den kleinen Ort besuchen.
- Der Klosterkomplex der Basilika schmiegt sich an den sanften Hang, der zum Leithagebirge aufsteigt und an dem die Kalksteinbrüche angelegt sind. Der Lorettokalk ist an punktförmigen, dunklen Einsprengseln im hellockerfarbenen Gesamtton zu erkennen. Um 1830 waren fünf Steinbrüche in Betrieb, wo viele Einwohner beschäftigt waren.
- Im Ortsgebiet wurden eine fossile Antilope und ein Nashorn aus dem Miozän gefunden. Loretto ist eine der größten urgeschichtlichen Fundstätten Österreichs. Grabungen finden seit 1950 statt. Entdeckt wurden ein Begräbnisplatz mit über 160 Gräbern (Bronzezeit bis Urnenfelderkultur), 200 illyrische Gräber der Hallstattzeit („Bürgermeistergräber“, Mondidole) sowie skythische Gräber aus dem 5. Jahrhundert und Hinweise auf keltische Bestattungen.
- Die alten Häuser in Loretto besitzen alte Hoftore, so:
  - Nr. 3 mit Schlussstein,
  - Nr. 4 mit Schlussstein „1698“,
  - Nr. 5 „1668“,
  - Nr. 6 „1720“,
  - Nr. 8 „1799“,
  - Nr. 14 mit Relief des hl. Georg,
  - Nr. 20 mit Hauszeichen (Brezel)
  - außerdem die Nrn. 17, 18, 28, 30, 31, 33, 34
- Haus Nr. 3 hat einen barocken Erker und Nr. 32 eine besonders reich gegliederte Fassade.

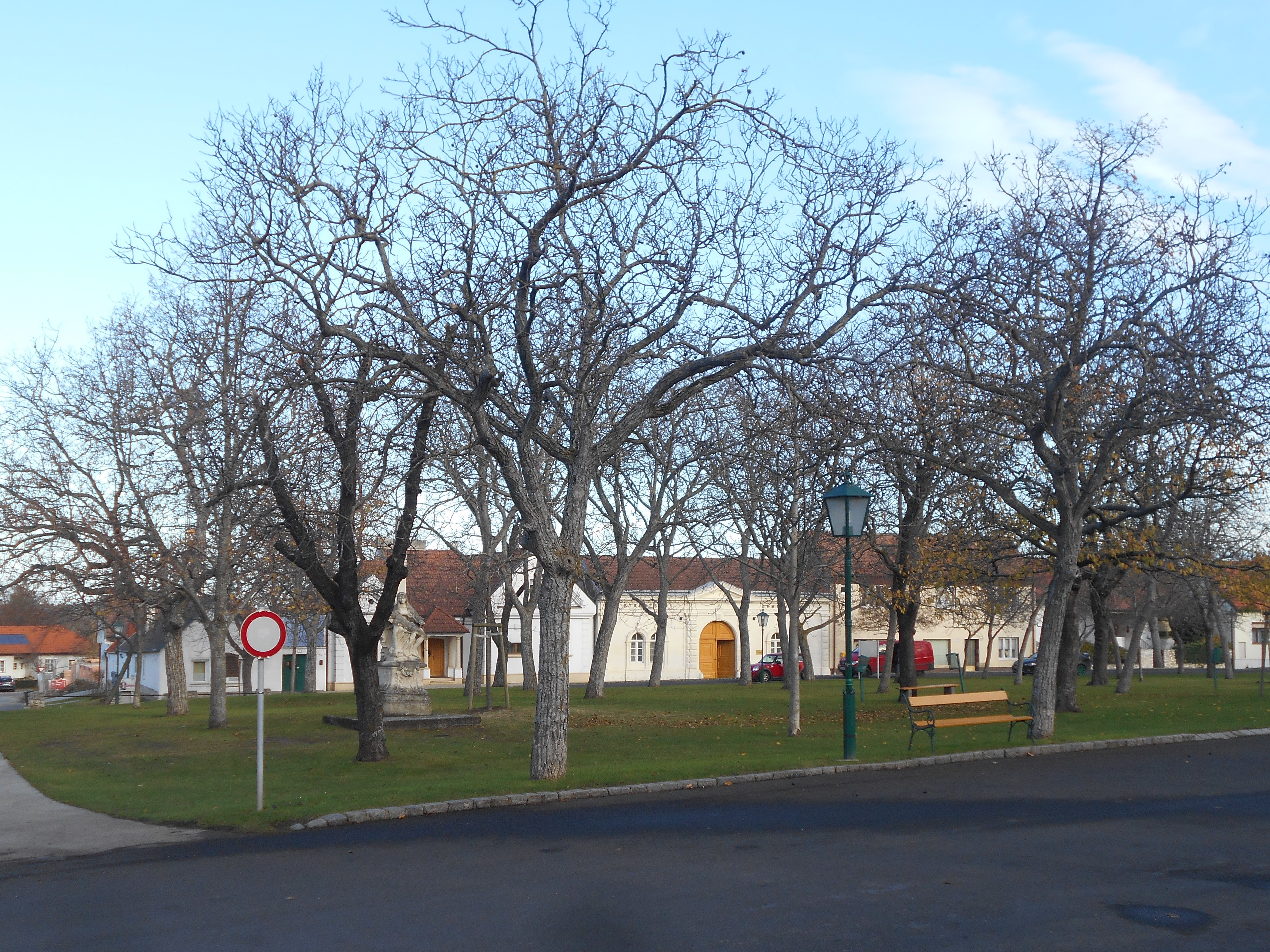
Der Anger
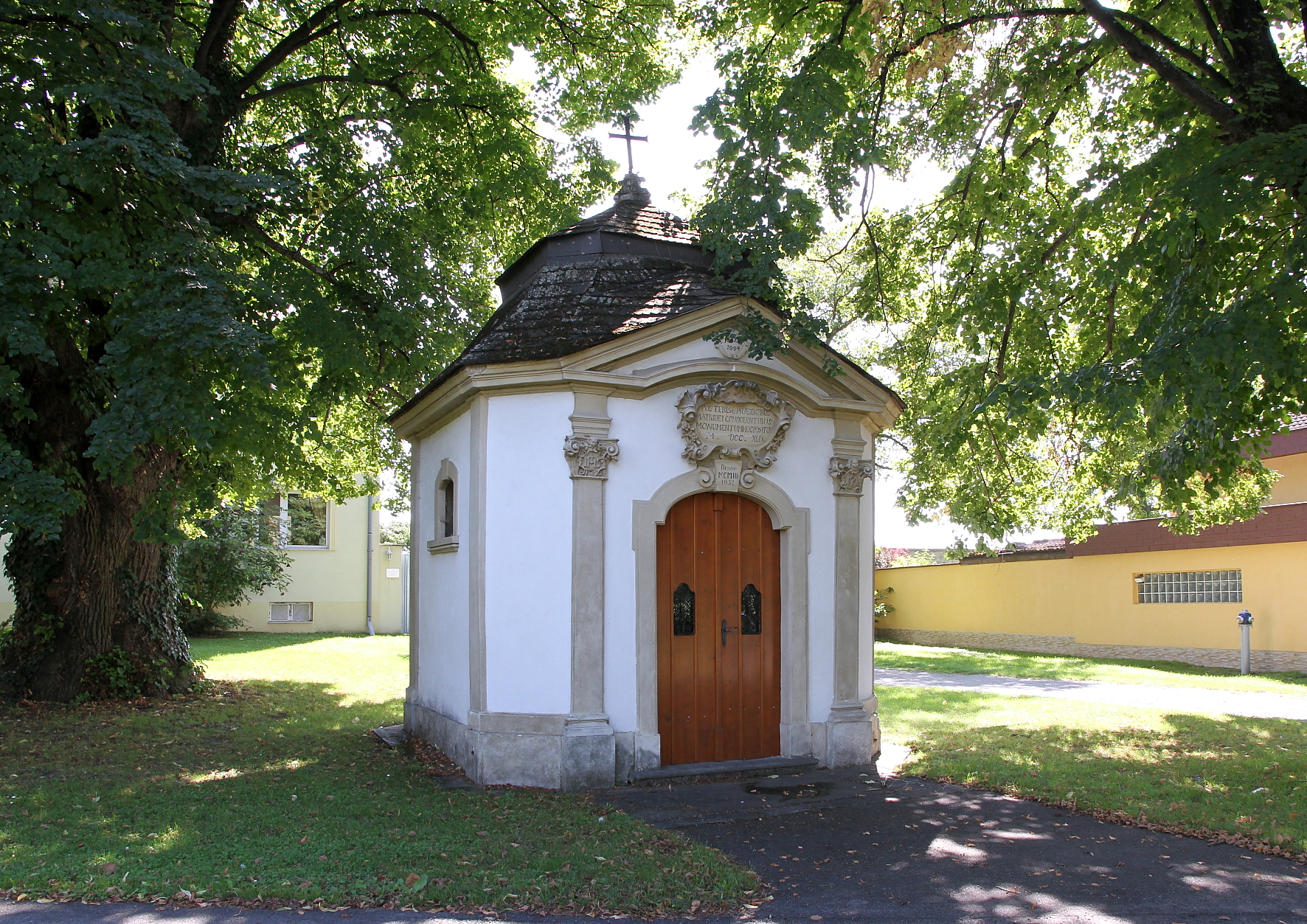
Denkmalgeschützte Grasskapelle
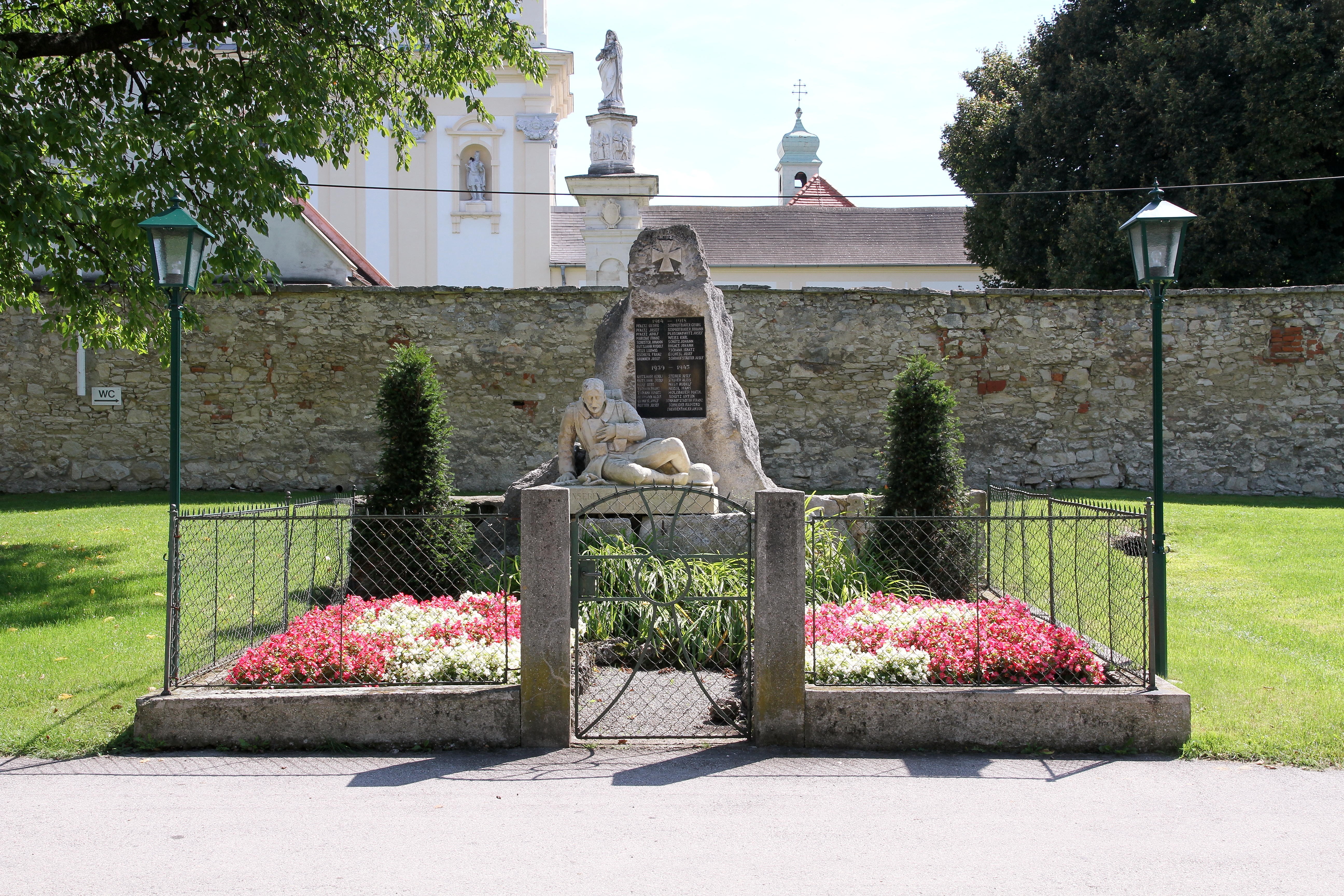
Kriegerdenkmal in Loretto

### Regelmäßige Veranstaltungen
- Neben der Sonnwendfeier und dem
- Beach-Sports-Event des VFL (Verein der Freunde Loretto)

stehen selbstverständlich auch kirchliche Ereignisse im Mittelpunkt
- Der große Kirtag, der alljährlich am 15. August am Anger stattfindet und an dem rund 300 Marktstände teilnehmen, lockt jedes Jahr rund 20.000 Besucher an.
- Jedes Jahr am 1. Mai findet die Autoweihe statt, zu der Fahrzeugbesitzer aus der Region kommen, um ihre Fahrzeuge segnen zu lassen.
- Am Wochenende zu Fronleichnam findet der traditionelle Feuerwehrheurige statt.
- Am 8. eines jeden Monats findet die monatliche Wallfahrt statt.

### Sport
- Der örtliche Tennisverein UTC Loretto betreibt fünf Tennisplätze.
- Der Verein VFL betreibt einen Beach-Volley/Beach-Soccer-Platz sowie eine
- Eisstockschießbahn
- Regelmäßig findet auf dem Rundkurs um den Anger Loretto ein überregionales Radkriterium statt.

## Wirtschaft und Infrastruktur
Im Ort sind einige kleinere Handwerksbetriebe tätig. Der örtliche Gasthof Graf bewirtet Einheimische wie Reisende seit 1886 unter diesem Namen und bietet Unterkünfte an. Weiters befinden sich noch ein Heurigenrestaurant und eine Bäckerei im Ort.

## Politik

### Gemeinderat
Der Gemeinderat umfasst aufgrund der Einwohnerzahl insgesamt 11 Mitglieder.
| Partei          | 2022             | 2022             | 2022             | 2017             | 2017             | 2017             | 2012             | 2012             | 2012             | 2007             | 2007             | 2007             | 2002             | 2002             | 2002             | 1997             | 1997             | 1997             |
| Partei          | Sti.             | %                | M.               | Sti.             | %                | M.               | Sti.             | %                | M.               | Sti.             | %                | M.               | Sti.             | %                | M.               | Sti.             | %                | M.               |
| --------------- | ---------------- | ---------------- | ---------------- | ---------------- | ---------------- | ---------------- | ---------------- | ---------------- | ---------------- | ---------------- | ---------------- | ---------------- | ---------------- | ---------------- | ---------------- | ---------------- | ---------------- | ---------------- |
| ÖVP             | 233              | 61,32            | 7                | 249              | 67,12            | 8                | 217              | 60,28            | 7                | 216              | 59,83            | 7                | 213              | 68,49            | 8                | 161              | 65,18            | 8                |
| SPÖ             | 147              | 38,68            | 4                | 122              | 32,88            | 3                | 143              | 39,72            | 4                | 100              | 27,70            | 3                | 84               | 27,01            | 3                | 56               | 22,67            | 2                |
| BFL A1          | nicht kandidiert | nicht kandidiert | nicht kandidiert | nicht kandidiert | nicht kandidiert | nicht kandidiert | nicht kandidiert | nicht kandidiert | nicht kandidiert | 45               | 12,47            | 1                | nicht kandidiert | nicht kandidiert | nicht kandidiert | nicht kandidiert | nicht kandidiert | nicht kandidiert |
| FPÖ             | nicht kandidiert | nicht kandidiert | nicht kandidiert | nicht kandidiert | nicht kandidiert | nicht kandidiert | nicht kandidiert | nicht kandidiert | nicht kandidiert | nicht kandidiert | nicht kandidiert | nicht kandidiert | 14               | 4,50             | 0                | 30               | 12,15            | 1                |
| Wahlberechtigte | 500              | 500              | 500              | 460              | 460              | 460              | 439              | 439              | 439              | 406              | 406              | 406              | 348              | 348              | 348              | 282              | 282              | 282              |
| Wahlbeteiligung | 81,40 %          | 81,40 %          | 81,40 %          | 87,17 %          | 87,17 %          | 87,17 %          | 84,97 %          | 84,97 %          | 84,97 %          | 92,12 %          | 92,12 %          | 92,12 %          | 89,94 %          | 89,94 %          | 89,94 %          | 91,84 %          | 91,84 %          | 91,84 %          |

### Gemeindevorstand
[veraltet]Neben Bürgermeister Markus Nitzky (ÖVP) und Vizebürgermeister Eberhard Brunner (ÖVP) gehört weiters der geschäftsführende Gemeinderat Jörg Schmidradner (SPÖ) dem Gemeindevorstand an.
Gemeindekassierin ist Eva Schraufstädter (ÖVP).

### Bürgermeister
Bürgermeister ist Markus Nitzky (ÖVP), der 2012 die Nachfolge von Felix Kozar (ÖVP), der seit 1990 im Amt war, antrat. Bei der Bürgermeisterwahl 2012 wurde er, ohne einen Gegenkandidaten zu haben, mit 91,25 % gewählt. Anlässlich der Bürgermeisterdirektwahl wurde Nitzky mit 76,15 % in seinem Amt bestätigt. Sein Mitbewerber Jörg Schmidradner (SPÖ) musste sich mit 23,85 % begnügen.
Bei der Wahl 2022 erhielt Markus Nitzky 63,82 Prozent der abgegebenen Stimmen im ersten Wahlgang und blieb damit Bürgermeister von Loretto.

### Wappen
|  | Das Gemeindewappen wurde 1992 verliehen. Blasonierung: „In Blau aus goldenem Schildfuß wachsend eine zweitürmige goldene Kirche, überhöht von einer schwebenden goldenen Blätterkrone.“ |

## Persönlichkeiten
- Johann Georg Deprunner († 1740), Steinmetzmeister, Bildhauer und Richter hier.